# Ellátásilánc-menedzsment
Az ellátásilánc-menedzsment (Supply Chain Management – SCM) a logisztika alapjain felépült új irányzat a modern logisztikában. Az ellátási lánc folyamata a nyersanyag-kitermeléstől a késztermékeknek a végfelhasználókhoz történő kiszállításáig tart, illetve magába foglalja a termékhez kapcsolódó különböző szolgáltatásokat (szervizszolgáltatások, hulladékkezelés, újrahasznosítás).
A termelővállalatok, beszállítók, vevők, különféle logisztikai szolgáltatók logisztikai rendszereinek összekapcsolását integrált ellátási láncnak nevezzük. Az integrált ellátási lánc létrehozásának célja az értéktermelő folyamat minőségének, hatékonyságának javítása. Az integrált ellátási láncot a hatékony működés biztosítása érdekében menedzselni szükséges. A menedzselés alapvető célja a vállalatok működésének optimalizálása, ennek révén minél nagyobb érték teremtése. Az üzleti folyamatoknál (például beszerzés, szállítás, raktározás, gyártás) az együttműködő partnerek közös céljait veszik figyelembe. A beszerző feladatai közé tartozik a beszállítók felkutatása, minősítése, versenyeztetése és értékelése. Ehhez elengedhetetlen az internethasználata például beszerzes.lap.hu azaz 
Az ellátási láncok menedzselése a logisztikai feladatok menedzselésén kívül magába foglalja az érintett vállalatokat átfogó stratégiai folyamatokat is (K+F – kutatás + fejlesztés, erőforrások biztosítása stb.).
Az ellátási lánc menedzselésével versenyelőnyt lehet elérni, mely megnyilvánul a forgalom és nyereség növekedésében, a készletek csökkenésében és az átfutási idők rövidülésében. Az SCM-en belüli egyes folyamatokkal kapcsolatos döntéseknél az egész SCM-re gyakorolt hatást vizsgáljuk, és az alapján optimalizálunk a kis részterületen is (például egy részterület működtetése esetleg más megoldással magasabb költséggel jár, de a gyártástól vevőig húzódó lánc egészében ez a megoldás hatékonyabb, a részterületen jelentkező többletköltségnél nagyobb megtakarítást jelent, ezért ezt választjuk).
Bizonyos esetekben összefolynak a határok a saját vállalat logisztikai folyamatai, ill. a beszállító és/vagy a vevő logisztikai folyamatai között. Erre tág lehetőségeket biztosít az informatikai háttér fejlődése (például az EDI, ill. egyéb internetes technológiák).
Az újabb környezeti és gazdasági változások hatására kialakult az ún. bővített ellátási lánc fogalma is. Ilyen hatások:
- globalizáció
- "átjárható" piacok (USA nemzetgazdasága, EU szabadpiaci törekvései, különböző egyéb kereskedelmi övezetek, szövetségek – például NAFTA) kialakítása
- elektronikus üzlet/kereskedelem kialakulása (e-business, e-commerce)
- CIL (Computer Integrated Logistics) – számítástechnikával integrált logisztika, vagy ellátási folyamatot követő informatika (vagyis a logisztika gyorsuló igényeit kielégítő számítástechnikai háttér – mind hardware, mind software tekintetében – létrehozása)
A "hagyományos" SC (Supply Chain – ellátási lánc) elsődlegesen csak a főbb operatív műveleteket (beszerzéstől az értékesítésig) vette számításba. Az egyre jobban szorongató hatékonysági, versenyképességi, és üzleti eredményességi elvárások azonban kikényszerítették, hogy a cégek már az "üzleti tervezés" fázisában, a logisztikát érintő és újszerű elemeket is tartalmazó stratégiai megfontolások mentén alakítsák, és bővítsék az ellátási láncot, ill. működési feltételeit.
Ennek nyomán a bővített ellátási lánc modellje a következőképpen írható le:
- a hagyományos ellátási lánchoz képest nem a beszerzés, ill. a beszállító ehhez kapcsolódó folyamatai jelentik a kiinduló pontot, hanem a döntés-előkészítés, a K+F (kutatás-fejlesztés) és a tervezés. Itt kell megemlíteni, hogy tanácsos a marketing, ill. a versenytárs tevékenységét elemző benchmarking bizonyos lépéseit is alkalmazni. Mindezt a 3G (Globális Gazdasági Gondolkodásmód) szemlélete kell, hogy összefogja.
- a hagyományos ellátási lánchoz, ill. mikro-elemeihez vertikálisan kapcsolódik az ECR (Efficient Consumer Response -fogyasztói igények visszajelzése), melynek szakszerű feldolgozása, kiértékelése nyomán észszerű a szükséges termelési/kereskedelmi lépéseket megtenni, benne az ennek folytán szükségessé váló marketing műveletekkel.
- a hagyományos ellátási láncot az értékesítés után, a másik irányba bővítő terület a controlling, amelynek ki kell terjednie a visszacsatoló jellegű, széles körű társadalmi és gazdasági hatáselemzésre is.
A fentiek alapján egyértelmű, hogy a bővített SC bővített interdiszciplinaritást is jelent. Ebben a bonyolult, egyre több szakmát felölelő rendszerben pedig erősen felértékelődik a HRM (Human Recources Management) és benne az ember szerepe.